# InnoCigs
Die InnoCigs GmbH & Co. KG ist ein deutsches Unternehmen mit Sitz in der Hansestadt Hamburg, welches sich als Importeur, Groß-, Online- und Einzelhändler auf den Vertrieb von E-Zigaretten, Liquids und dem entsprechenden Zubehör spezialisiert hat.

## Unternehmensgeschichte
Nach der Gründung des Unternehmens im Jahre 2011 war InnoCigs zunächst als Groß- und Einzelhändler für E-Zigaretten und Zubehör wie die zur Nutzung einer elektronischen Zigarette benötigten Liquids aktiv. 2017 wurde für die Produktion und den Vertrieb von E-Zigaretten-Hardware die Marke „InnoCigs“ eingeführt, welche jedoch mittlerweile zugunsten des Vertriebs anderer Marken und der Konzentration auf die Entwicklung eigener Liquid-Marken eingestellt worden ist.
InnoCigs konnte sich seitdem fest im deutschen Markt etablieren und gilt heute als einer der wichtigsten Distributoren für E-Zigaretten-Produkte in der Bundesrepublik Deutschland. Seit 2019 fungiert Arvato, ein Unternehmen der Bertelsmann-Gruppe, als Partner für die Logistik und das Fulfillment.

## Geschäftsführung
Als Geschäftsführer fungieren Dennis Dahlmann (CEO), Dustin Dahlmann (CFO) und Henning Sievers (CSO). Dustin Dahlmann ist neben seiner unternehmerischen Tätigkeit auch ehrenamtlich als Vorstandsvorsitzender des Bündnis für Tabakfreien Genuss (BfTG), einer Interessenvertretung für Unternehmen der E-Zigarettenbranche, tätig, zudem engagiert er sich als Chairman in der Independent European Vape Alliance (IEVA).

## Kritik und Kontroversen
InnoCigs ist gelegentlich von der Kritik betroffen, mit der sich die gesamte E-Zigaretten-Branche von Zeit zu Zeit konfrontiert sieht. Diskussionspunkte sind dabei unter anderem die gesundheitlichen Auswirkungen des Dampfens, insbesondere dessen Langzeitfolgen sowie die Anziehungskraft von E-Zigaretten auf Heranwachsende.
Die wissenschaftliche Forschung zu den Langzeitfolgen bei der Verwendung von E-Zigaretten sind momentan noch nicht abgeschlossen. Aufgrund der großen Verbreitung der auch von InnoCigs vertriebenen Einweg E-Zigaretten steht das Unternehmen auch aufgrund ökologischer Aspekte durch den so entstehenden Elektroschrott in der Kritik.